# Альбом Тараса Шевченка 1839—1843 років

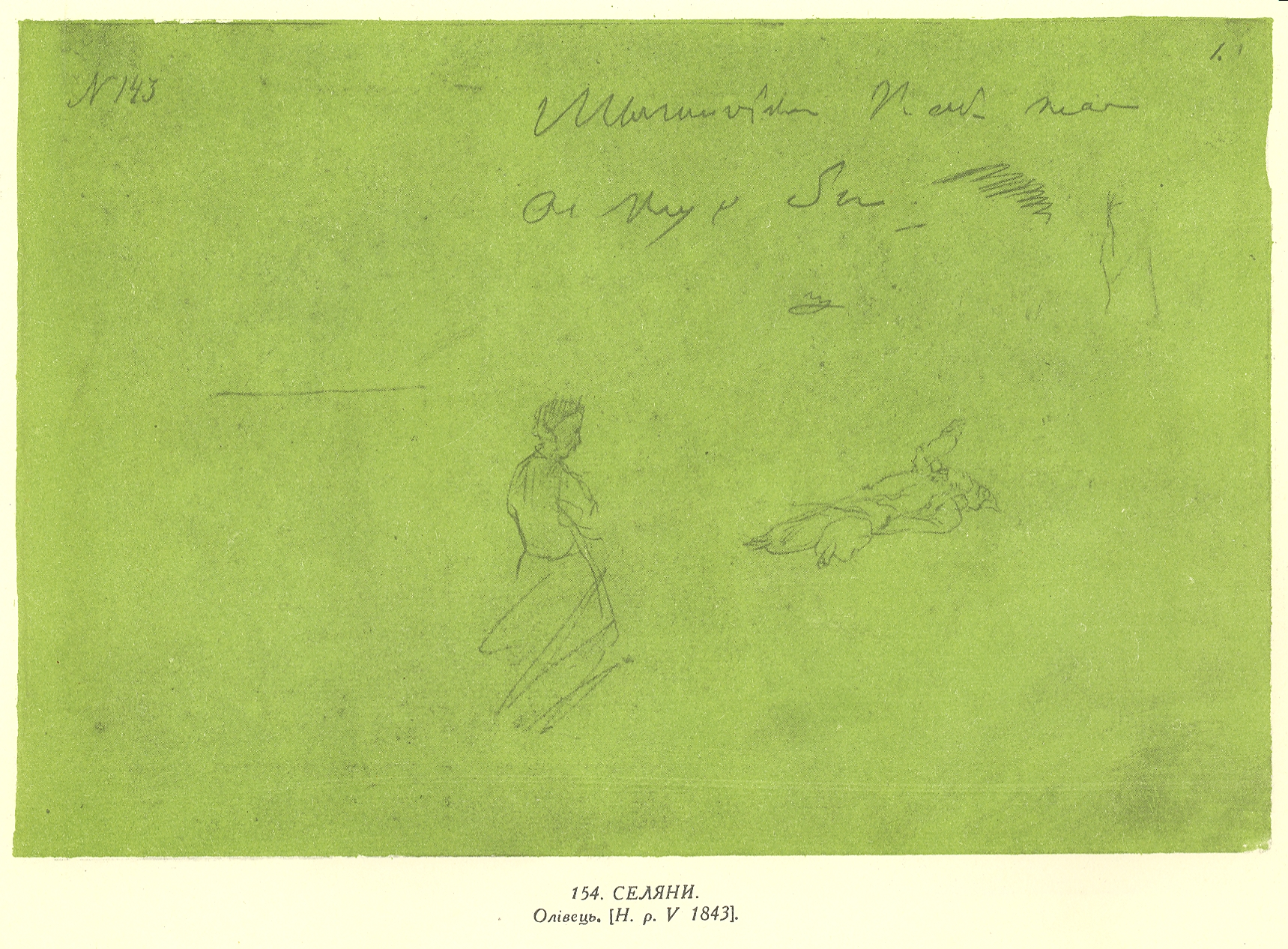
Перший аркуш альбому. Селяни

Альбом Тараса Шевченка 1839—1843 років — рисунки 1839—1843 років, виконані Тарасом Григоровичем Шевченко у Петербурзі (ескізи ілюстрацій до «Истории Суворова» М. О. Полевого, до поеми О. С. Пушкіна «Полтава», начерки на теми поетичних творів Т. Г. Шевченка та інше) та (переважно) в Україні під час першої подорожі 1843 року (краєвиди Києва, типи селян і численні ескізи, етюди та начерки до «Живописной Украины», «Селянської родини» тощо). Рисунки виконано олівцем, в окремих випадках — тушшю-пером.
О. П. Новицький у неопублікованій праці «Малярські твори Тараса Шевченка» [Київ, 1936] датує альбом 1842 — 1843 роками. Наявність в ньому ряду ескізів та начерків до «Истории Суворова» М. О. Полевого, до картини Т. Шевченка «Катерина», до рисунка на тему однойменної поеми «Слепая» та ескіза до «Панни Сотниківни» Г. Ф. Квітки-Основ'яненка, час створення яких визначається 1841—1842 роками, начерка «На лекції з анатомії», датованого 1840—1841 роками, начерків бур'янів та ескіза «Марія» до поеми О. С. Пушкіна «Полтава», виконаних 1840 році, і, нарешті, зарисовок натурщика, зроблених в 1839 — 1842 роках, — все це поширює хронологічні рамки альбому.
Альбом має дві нумерації: одна, проставлена вгорі аркуша і зроблена чорним чорнилом, нумерує аркуші (враховуючи і форзаци), друга — на нижніх кутах аркуша, синім чорнилом нумерує сторінки (в цій нумерації є помилки, пропуски і повторення).
Згідно з верхньою нумерацією альбом має 28 аркушів. Розмір першого аркуша — 17,6 × 26,2, всіх останніх — 17,6 × 26,5. Між другим і третім аркушами є залишки аркуша, який був вирізаний до нумерації альбому. Місцезнаходження його не встановлено, і чи був на ньому рисунок, не відомо. До нумерації, крім того, між третім і четвертим аркушами був вирваний аркуш з рисунком «У Києві», який зберігається в Національному музеї Тараса Шевченка. Аркуш 14-й був вирізаний після нумерації і зберігається також в Національному музеї Тараса Шевченка (ескіз до «Судньої ради» та рисунок «Хата батьків Т. Г. Шевченка в с. Кирилівці»). Лицьовий бік аркушів 8, 11, 15, 27 та зворот аркуша 26-го — чисті; починаючи із звороту аркуша 21-го до звороту аркуша 24-го — вірші написані обернено до рисунків. Рисунки на аркушах 19, 21 та на звороті аркушів 18, 20 дано також обернено.
Оправа з коричневого паперу, корінець та кути шкіряні, форзаци із зеленого паперу. Розмір оправи 18,4 × 27.
В «Каталоге музея украинских древностей В. В. Тарновского» альбом зареєстрований під № 143 без посторінкового опису рисунків та без їх назв. В реєстрі творів Т. Г. Шевченка в монографії О. Новицького «Тарас Шевченко як маляр» (Львів — Москва, 1914) згадані лише окремі рисунки цього альбому під описовими назвами.
Зберігається в Інституті літератури імені Тараса Шевченка. Попередні місця збереження: власність В. В. Тарновського, Музей української старовини В. В. Тарновського в Чернігові, Чернігівський обласний історичний музей.
| Картина | Назва                                                             | Техніка                   | Розміри (см) | Дата         | Примітки |
| ------- | ----------------------------------------------------------------- | ------------------------- | ------------ | ------------ | -------- |
|         | Селяни Начерк двох постатей                                       | Кольоровий папір, олівець | 17,6 × 26,2  | V 1843       | [ 1 ]    |
|         | «Слепая», «История Суворова», «Катерина» та інші ескізи і начерки | Папір, олівець, туш, перо | 17,6 × 26,5  | 1842         | [ 2 ]    |
|         | «Панна Сотниківна» Ескіз та інші начерки                          | Папір, олівець            | 17,6 × 26,5  | 1841 — 1842  | [ 3 ]    |
|         | «История Суворова» Ескізи та інші начерки                         | Папір, олівець, туш, перо | 17,6 × 26,5  | 1842         | [ 4 ]    |
|         | «Катерина», «История Суворова» та інші начерки                    | Папір, олівець            | 17,6 × 26,5  | 1842         | [ 5 ]    |
|         | Бур'яни Начерки                                                   | Папір, олівець            | 17,6 × 26,5  | Літо 1840    | [ 6 ]    |
|         | У Києві Етюд                                                      | Папір, олівець            | 17,6 × 26,5  | V — IX 1843  | [ 7 ]    |
|         | Жінка на підлозі Ескіз композиції до невідомого твору             | Папір, олівець            | 17,6 × 26,5  | V 1843       | [ 8 ]    |
|         | «История Суворова» Ескіз та інші начерки                          | Папір, олівець            | 17,6 × 26,5  | 1842 — 1843  | [ 9 ]    |
|         | Марія. Ескіз малюнка. Голова коня. Етюд до картини «Катерина».    | Папір, олівець            | 17,6 × 26,5  | 1840 — 1842  | [ 10 ]   |
|         | Селянська родина Начерк ескіза                                    | Папір, олівець            | 17,6 × 26,5  | V 1843       | [ 11 ]   |
|         | У Києві Етюд                                                      | Папір, олівець            | 17,6 × 26,5  | V — IX 1843  | [ 12 ]   |
|         | Гілка Начерк                                                      | Папір, олівець            | 17,6 × 26,5  | 1839 — 1843  | [ 13 ]   |
|         | Дерева Етюд                                                       | Папір, олівець            | 17,6 × 26,5  | V — IX 1843  | [ 14 ]   |
|         | Курінь Стрючка                                                    | Папір, олівець            | 17,6 × 26,5  | V 1843       | [ 15 ]   |
|         | Краєвид Києва                                                     | Папір, олівець            | 17,6 × 26,5  | V — IX 1843  | [ 16 ]   |
|         | Селяни та інші начерки                                            | Папір, олівець            | 17,6 × 26,5  | V 1843       | [ 17 ]   |
|         | Біля столу Начерк                                                 | Папір, олівець            | 17,6 × 26,5  | 1839 — 1843  | [ 18 ]   |
|         | Дальні печери Києво-Печерської лаври Начерк                       | Папір, олівець            | 17,6 × 26,5  | V — IX 1843  | [ 19 ]   |
|         | Постать селянина зі спини. Дерево. Начерки                        | Папір, олівець            | 17,6 × 26,5  | V 1843       | [ 20 ]   |
|         | Київ з-за Дніпра та інші начерки                                  | Папір, олівець            | 17,6 × 26,5  | V — IX 1843  | [ 21 ]   |
|         | Хата біля річки                                                   | Папір, олівець            | 17,6 × 26,5  | V — X 1843   | [ 22 ]   |
|         | Старости Етюди                                                    | Папір, олівець            | 17,6 × 26,5  | V 1843       | [ 23 ]   |
|         | Старости Етюди                                                    | Папір, олівець            | 17,6 × 26,5  | V 1843       | [ 24 ]   |
|         | Старости Етюди до офорта і окремий начерк                         | Папір, олівець            | 17,6 × 26,5  | V 1843       | [ 25 ]   |
|         | Селянин. Селянка. Будівля з планом. Начерки                       | Папір, олівець            | 17,6 × 26,5  | V 1843       | [ 26 ]   |
|         | Судня рада Ескіз до офорта                                        | Папір, олівець            | 17,6 × 26,5  | V 1843       | [ 27 ]   |
|         | Хата батьків Т. Г. Шевченка в с. Кирилівці                        | Папір, олівець            | 17,6 × 26,5  | IX 1843      | [ 28 ]   |
|         | Композиція на історичну тему Два ескізи та начерк                 | Папір, олівець            | 17,6 × 26,5  | V 1843       | [ 29 ]   |
|         | Композиція на історичну тему Ескіз                                | Папір, олівець            | 17,6 × 26,5  | V 1843       | [ 30 ]   |
|         | Судня рада Ескіз до офорта                                        | Папір, олівець            | 17,6 × 26,5  | V 1843       | [ 31 ]   |
|         | Казка. Старости. Етюди                                            | Папір, олівець            | 17,6 × 26,5  | V 1843       | [ 32 ]   |
|         | Старости Етюд                                                     | Папір, олівець            | 17,6 × 26,5  | V 1843       | [ 33 ]   |
|         | Старости Етюди                                                    | Папір, олівець            | 17,6 × 26,5  | V 1843       | [ 34 ]   |
|         | Селянська родина Етюд                                             | Папір, олівець            | 17,6 × 26,5  | V 1843       | [ 35 ]   |
|         | Краєвид з церквою Незакінчений начерк                             | Папір, олівець            | 17,6 × 26,5  | V 1843       | [ 36 ]   |
|         | Дерева Начерк                                                     | Папір, олівець            | 17,6 × 26,5  | V — IX 1843  | [ 37 ]   |
|         | Жіночий портрет Начерки композиції портрета та ін.                | Папір, олівець            | 17,6 × 26,5  | 1839 — 1843  | [ 38 ]   |
|         | На березі Начерк                                                  | Папір, олівець            | 17,6 × 26,5  | V 1843       | [ 39 ]   |
|         | Судня рада Ескіз                                                  | Папір, олівець            | 17,6 × 26,5  | 13.VI 1843   | [ 40 ]   |
|         | Краєвид, начерки жіночої постаті та чоловічого профілю            | Папір, олівець            | 17,6 × 26,5  | V 1843       | [ 41 ]   |
|         | На лекції з анатомії Начерки                                      | Папір, олівець            | 17,6 × 26,5  | І — VII 1841 | [ 42 ]   |
|         | Натурщик Начерки                                                  | Папір, олівець            | 17,6 × 26,5  | 1839 — 1842  | [ 43 ]   |
|         | Селянська родина Ескіз                                            | Папір, олівець            | 17,6 × 26,5  | V 1843       | [ 44 ]   |
|         | Краєвид з річкою                                                  | Папір, олівець            | 17,6 × 26,5  | V — IX 1843  | [ 45 ]   |
|         | Селянська родина. «Сліпий» («Невольник») Ескізи                   | Папір, олівець            | 17,6 × 26,5  | V 1843       | [ 46 ]   |
|         | Начерки                                                           | Кольоровий папір, олівець | 17,6 × 26,5  | 1839 — 1843  | [ 47 ]   |